# M·K·萨奇德夫
马赫什·库马尔·萨奇德夫（英語：Mahesh Kumar Sachdev，1953年10月22日—），简称M·K·萨奇德夫，印度前外交官，曾任印度駐尼日利亞高級專員、印度駐挪威大使、印度駐阿爾及利亞大使等職務。

## 经历
马赫什·库马尔·萨奇德夫出生於1953年10月22日。
1978年，加入印度外事服務。
1999年1月至2001年9月，任印度駐阿爾及利亞大使。2005年5月至2008年5月，任印度駐挪威大使，兼駐冰島。2008年7月至2013年10月，任印度駐尼日利亞高級專員，兼駐貝寧、喀麥隆、乍得。
2013年10月，退休。